# 11074 Kuniwake
11074 Kuniwake (1992 SC1) là một tiểu hành tinh vành đai chính được phát hiện ngày 23 tháng 9 năm 1992 bởi K. Endate và K. Watanabe ở Kitami.